# Хацунь
Хацунь — присілок у Карачевському районі Брянської області, у складі Верхопольського сільського поселення. Розташоване за 7 км на північ від села Верхополля, за 9 км на південь від селища міського типу Білі Береги. Населення — 8 осіб (2012).

## Історія
Топонім « Хацунь» («Хоцунь») відомий з середини XIX століття як назва лісового урочища і сторожки в ньому. У 1920-ті роки тут виник присіло, з 1929 року входить в Карачевський район (Верхопольська сільрада, з 2005 — сільське поселення).
25 жовтня 1941 року все населення села, включаючи жителів Брянська, Карачева та інших населених пунктів, що ховалися тут, було розстріляно німецькими військами. Приводом до такої масової розправи стало вбивство червоноармійцями-оточенцями трьох німецьких військовослужбовців. Пізніше, в 1942-му, німці спалили Хацунь дотла. У 2011 році Федеральний військовий архів у Фрайбурзі в Німеччина передав Росії рапорт, в якому йдеться про 188 загиблих від рук карателів.

## Меморіальний комплекс
В 1977 році прийнято рішення про створення в Хацуні меморіального комплексу в пам'ять про жертв німецького фашизму. Однак початковий проєкт не був повністю втілений. У 2009 році розпочалися роботи з повної реконструкції меморіалу.
Відкриття оновленого меморіального комплексу відбулося 25 жовтня 2011 року — день 70-річчя хацунської трагедії. В урочистому заході взяли участь Голова Уряду Російської Федерації Володимир Путін, повноважний представник Президента Російської Федерації в Центральному федеральному окрузі Олег Говорун, делегації сусідніх регіонів Росії, України, Білорусі, Німеччини та інших держав, громадських організацій.
Творці меморіального комплексу «Хацунь» — скульптор Олександр Ромашевський, архітектор Юрій Сорокін і художник-дизайнер Олександр Панченко — в 2013 році були удостоєні премії Центрального федерального округу в галузі літератури і мистецтва в номінації «За створення талановитих творів в галузі образотворчого мистецтва і архітектури».
До складу меморіального комплексу нині входять: музей, православна каплиця, братська могила загиблих жителів, обеліск військової слави, 28 стел із меморіальними дошками, Стіна пам'яті та інші об'єкти.